# Guerra de Independência Argelina

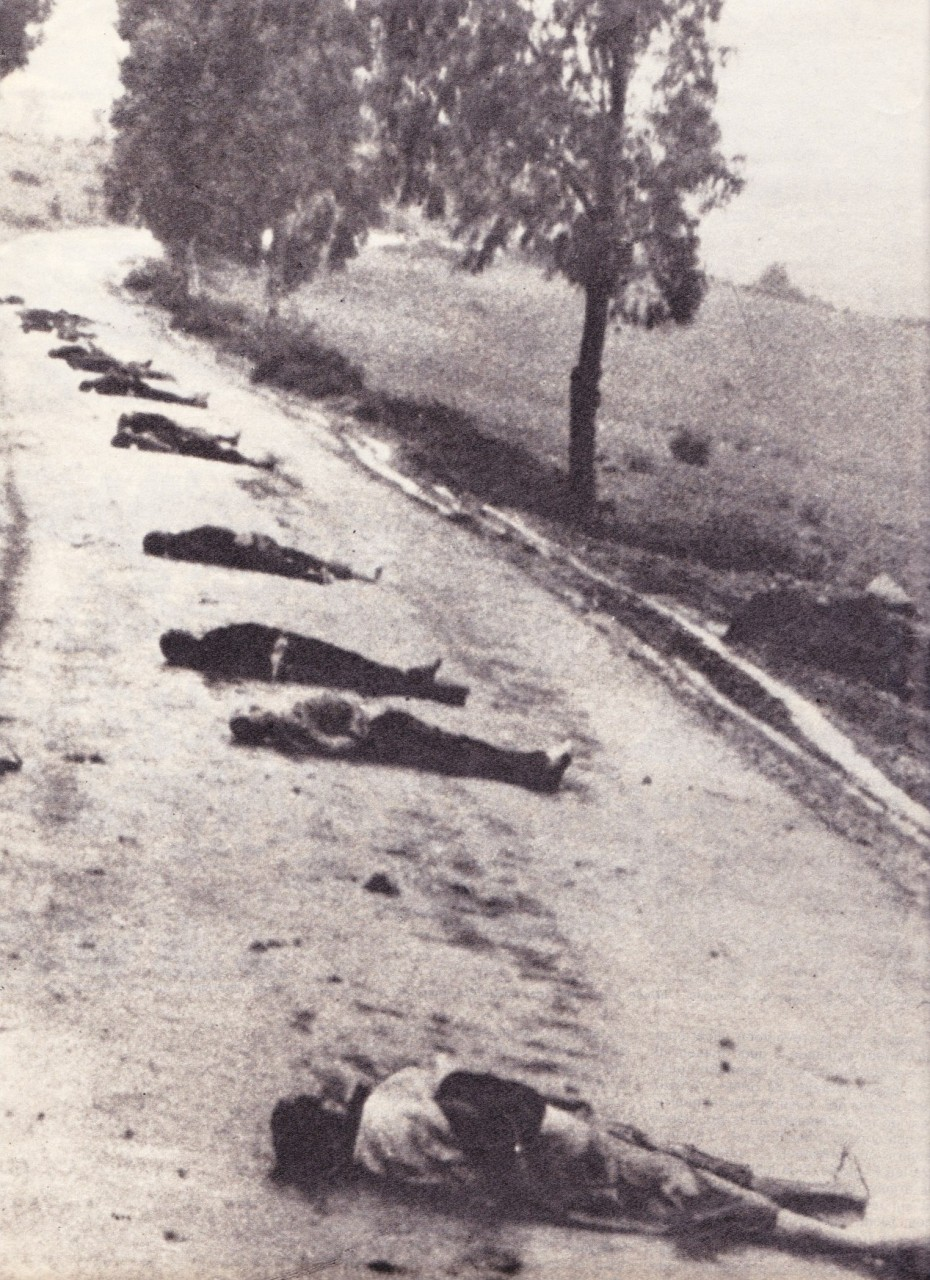
22 argelinos massacrados pela FLN e expostos na estrada, em Bugia no dia 22 de março de 1956.

A Guerra de Independência Argelina, também conhecida como Revolução Argelina ou Guerra da Argélia (em árabe: الثورة الجزائرية‎ Ath-Thawra Al-Jazā’iriyya; em francês:  Guerre d'Algérie), foi um movimento de libertação nacional da Argélia do domínio francês, que tomou curso entre 1954 e 1962. Como uma guerra de independência e de descolonização, opôs os nacionalistas argelinos - principalmente unidos sob a bandeira da Frente de Libertação Nacional (FLN) - à França e seus colonos (chamados de pieds-noirs, “pés negros” em francês). Ocorre principalmente no território argelino - com repercussões também na França metropolitana - e está inserida no movimento de descolonização do continente africano.
A Argélia era caracterizada pela separação entre as comunidades, atormentada por uma desigualdade generalizada - haja vista que a França recorreu a todas as formas possíveis de domínio para se impor - que oprimia a população desde o início da conquista e vivendo em um ambiente marcado por contradição e incerteza. Desta forma, o percurso que conduziria a uma ruptura com a França já começava a se delinear, aos poucos as tendências federativas e assimilacionistas moderadas davam lugar a uma radicalização anticolonial. Neste contexto, ao passo que a frustração crescia, o nacionalismo argelino se mostrava cada vez mais convencido de que a via legal de emancipação estava esgotada, ou melhor, nunca tivera espaço para se desenvolver por causa da violenta repressão francesa.
O islamismo de vertente sunita, religião professada pela quase totalidade da população argelina desempenharia um papel tão importante quanto o dos partidos políticos conservadores e o avanço da consciência nacionalista. Como ocorria em vários países do Oriente Médio desde fins do Século XIX, o islamismo seria uma força de oposição ao imperialismo ocidental.

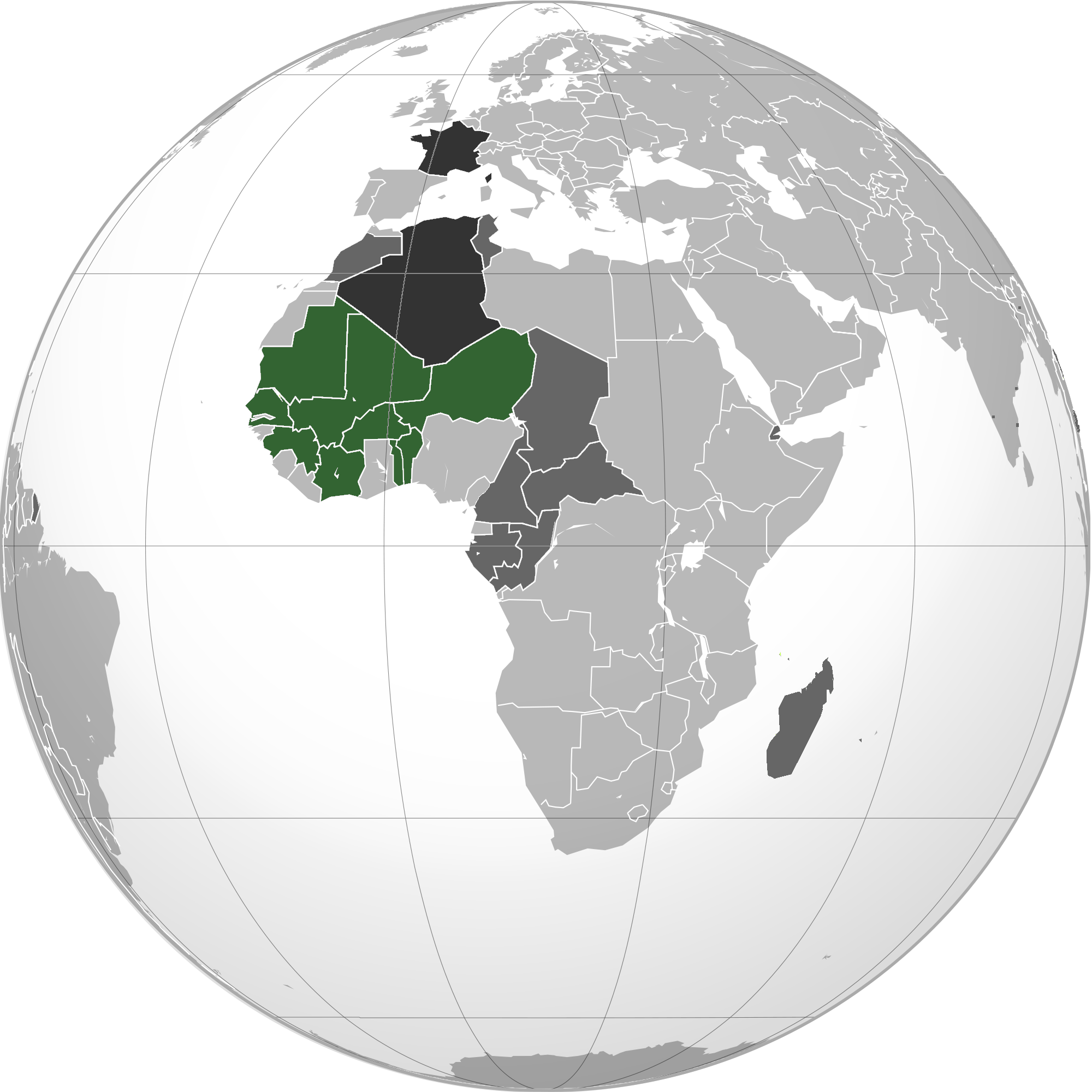
Mapa do Império Francês Sem data. Verde - África Ocidental Francesa; Cinza claro - outras possessões francesas como a África Equatorial Francesa; Preto - República da França (França na Europa e Argélia na África).

Na década de 1950, as tensões anticoloniais se acumulavam por todo o continente africano. As dificuldades vividas pela França na Indochina e na Argélia contribuíram para a independência negociada em 1956 no Marrocos e na Tunísia, que, posteriormente, apoiaram o nacionalismo argelino.
O principal rival argelino da Frente de Libertação Nacional (FLN) — partido que deu o início oficial à revolução — era o Movimento Nacional Argelino (MNA), criado mais tarde, cujos apoiantes principais eram trabalhadores argelinos em França. A FLN e o MNA lutaram entre si durante quase toda a duração do conflito, pelo menos até pouco após a independência, onde a FLN consolidou-se como partido único.
A Revolução Argelina comprovaria a eficiência de uma ampla luta popular desencadeada por um partido revolucionário solidamente ligado às camadas populares. O processo, apresentou um alto preço, e os métodos usados durante a guerra por ambos os lados (tortura, repressão da população civil), que por alguns são considerados controversos, são justificados, em defesa dos argelinos, como uma resposta à repressão e ocupação francesa, que alteraram o a organização comunitária da sociedade argelina, baseada nas tradições islâmicas. O fim da luta armada marcaria o início do processo de descolonização, o que implicaria transformações fundamentais no relacionamento entre Argélia e França, uma vez que esta deixasse aquela em situação econômica e social caótica.
O conflito levou, após os acordos de Évian de 18 de março de 1962, à independência total da Argélia 4 meses depois, e precipitou o êxodo de habitantes de origem europeia - milhares de europeus-argelinos fugiram para a França em poucos meses com medo da vingança da FLN. Desses, muitos, ao deixarem a Argélia, destruíram ou prejudicavam o que não podiam levar, o que incluía desde infraestruturas básicas e serviços públicos até móveis e automóveis.

Durante o processo, a Argélia destacou-se pelos importantes resultados obtidos no processo de socialização da economia, trabalhando questões como: a reforma agrária, a autogestão, a nacionalização progressiva de bancos e grandes indústrias, bem como as conquistas sociais e culturais alcançadas e reconhecidas internacionalmente.

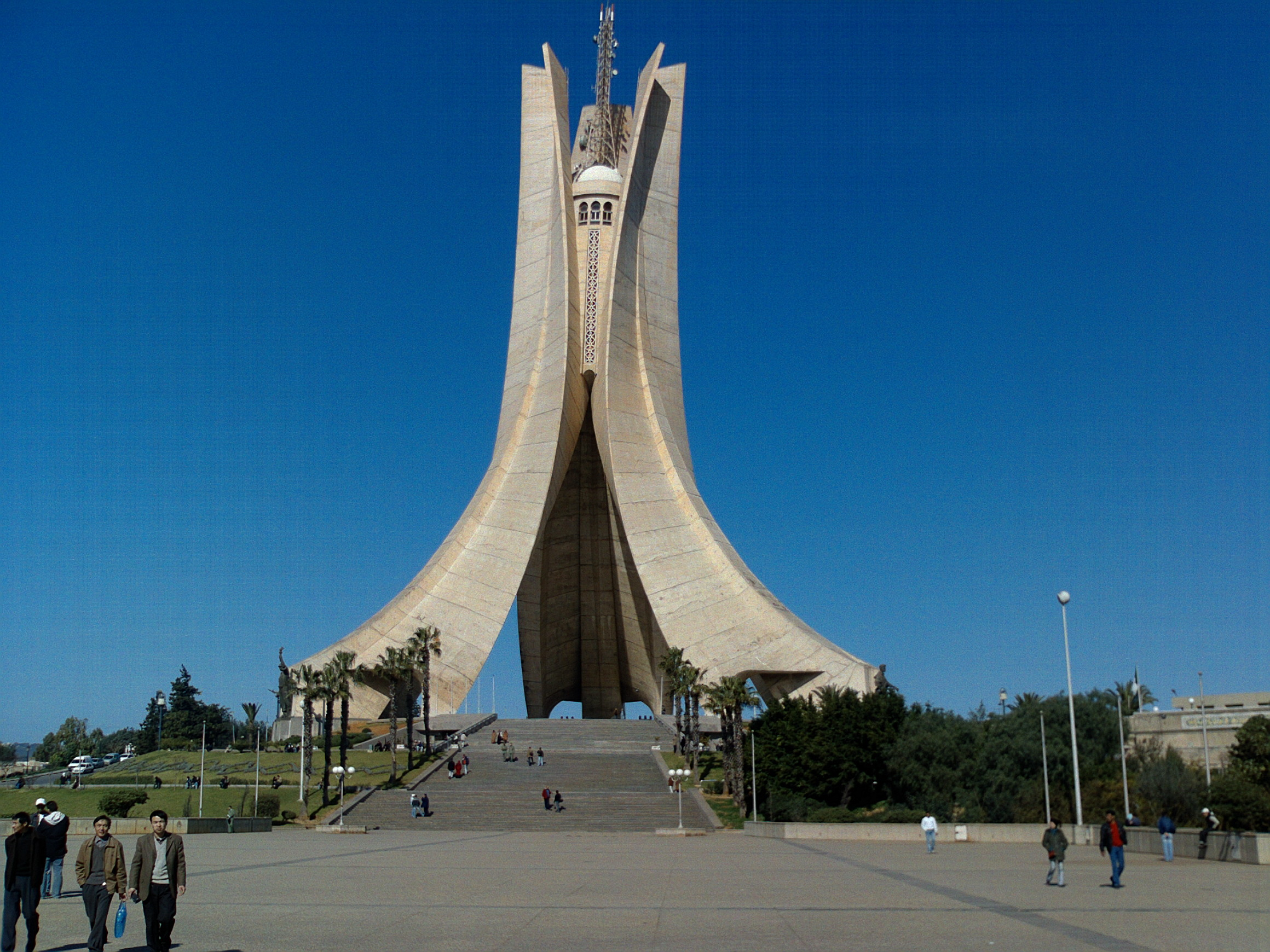
Memorial dos Mártires (Santuário dos Mártires ou Maqam Echahid) na cidade de Argel. Foi erguido em 1982 por ocasião da independência da Argélia, em memória pelos que morreram na luta.

Após terem lutado quase 10 anos - movidos pela forte onda nacionalista que percorreria o continente - ao menos 300 000 argelinos morreram durante o processo -, os argelinos, ao conquistar a independência, passaram a enfrentar o desafio de reorganizar um país com inúmeras feridas coloniais. No geral, a Argélia representou uma alternativa de desenvolvimento voltada para a exploração de seus recursos nacionais, priorizando o mecanismo de autogestão da vida econômica,  mantendo ainda sua independência política e influenciando movimentos anticoloniais e anti-imperialistas em todas as partes do mundo.
Cabe reforçar que intelectuais da Teoria Pós-Colonial, como Aimé Césaire tensionaram a violência da colonização francesa a comparando com as ações nazistas na Europa. Isso é reforçado por alguns franceses, como o advogado e ex-guerrilheiro antinazista Jacques Vergès, que comparou a resistência francesa frente a ocupação nazista com a resistência argelina frente a ocupação francesa. Aimé Césaire também fala de Adolf Hitler, pensando suas ações como um crime contra o homem branco e responsável por aplicar à Europa processos colonialistas que até então só os árabes da Argélia, os coolies da Índia e os negros da África estavam subordinados.

## Antecedentes

### Soldados coloniais na Primeira e Segunda Guerra Mundial

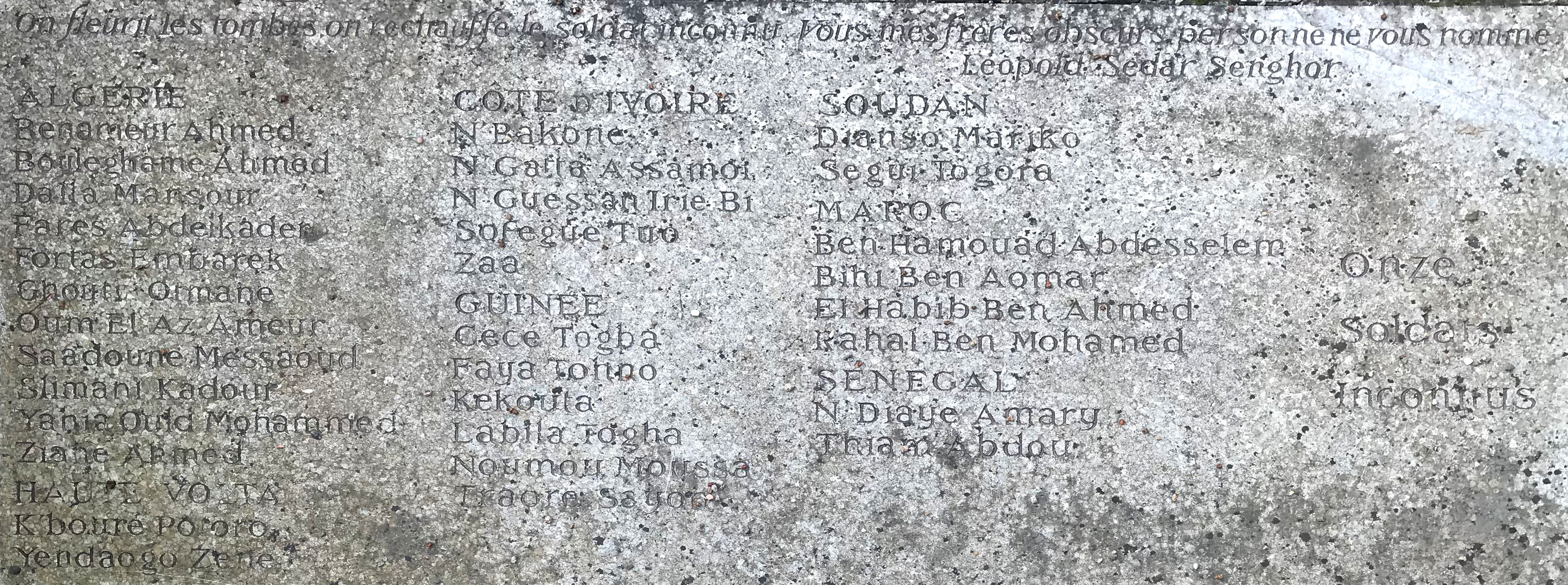
Placa na base do Monumento aos 43 soldados coloniais africanos. Monumento feito por Robert Pouyaud, 1948, em pedra, na cidade de Clamecy, na França. O monumento mostra as diversas nacionalidades dos soldados coloniais, na lista estão presentes soldados da Argélia, Costa do Marfim, Burquina Fasso, Guiné, Sudão, Marrocos e Senegal.

A participação de soldados argelinos nas Primeira e Segunda Guerra Mundial, conta com dezenas de milhares de combatentes enviados para os conflitos da Primeira Guerra Mundial. Estima-se cerca de 173 000 argelinos com aproximadamente 71 000 mortes entre eles. Durante a Segunda Guerra Mundial, é importante ressaltar que a participação argelina teve influência sobretudo pelas promessas feitas e que podem ser encontradas na Declaração do Comitê Francês de Libertação Nacional, em 8 de dezembro de 1943 e no Discurso de De Gaulle em Constantina, em 12 de dezembro de 1943, no qual fez os soldados argelinos acreditarem que a França iria descolonizar a Argélia, chegando a convencer até mesmo revolucionários ultranacionalistas como Ahmed Ben Bella e Ferhat Abbas, contudo, a França não cumpriu com sua palavra.

### Massacre de Sétif e Guelma
O massacre de Sétif e Guelma foi uma série de ataques de autoridades coloniais francesas e milícias de colonos franceses (pied-noir) em civis argelinos em 1945 em torno da cidade mercantil de Sétif, a oeste de Constantine, na Argélia. O início ocorreu na manhã de 8 de maio de 1945, no mesmo dia em que a Alemanha nazista se rendeu na Segunda Guerra Mundial, nesse dia cerca de 5 000 muçulmanos argelinos desfilaram em Sétif para comemorar a vitória contra a Alemanha nazista, até que a polícia francesa disparou tiros nos manifestantes para apreender as bandeiras Argelinas que a população carregava, visto que a bandeira era considerada, para os pied-noirs, como um símbolo de ataque ao domínio colonial francês.

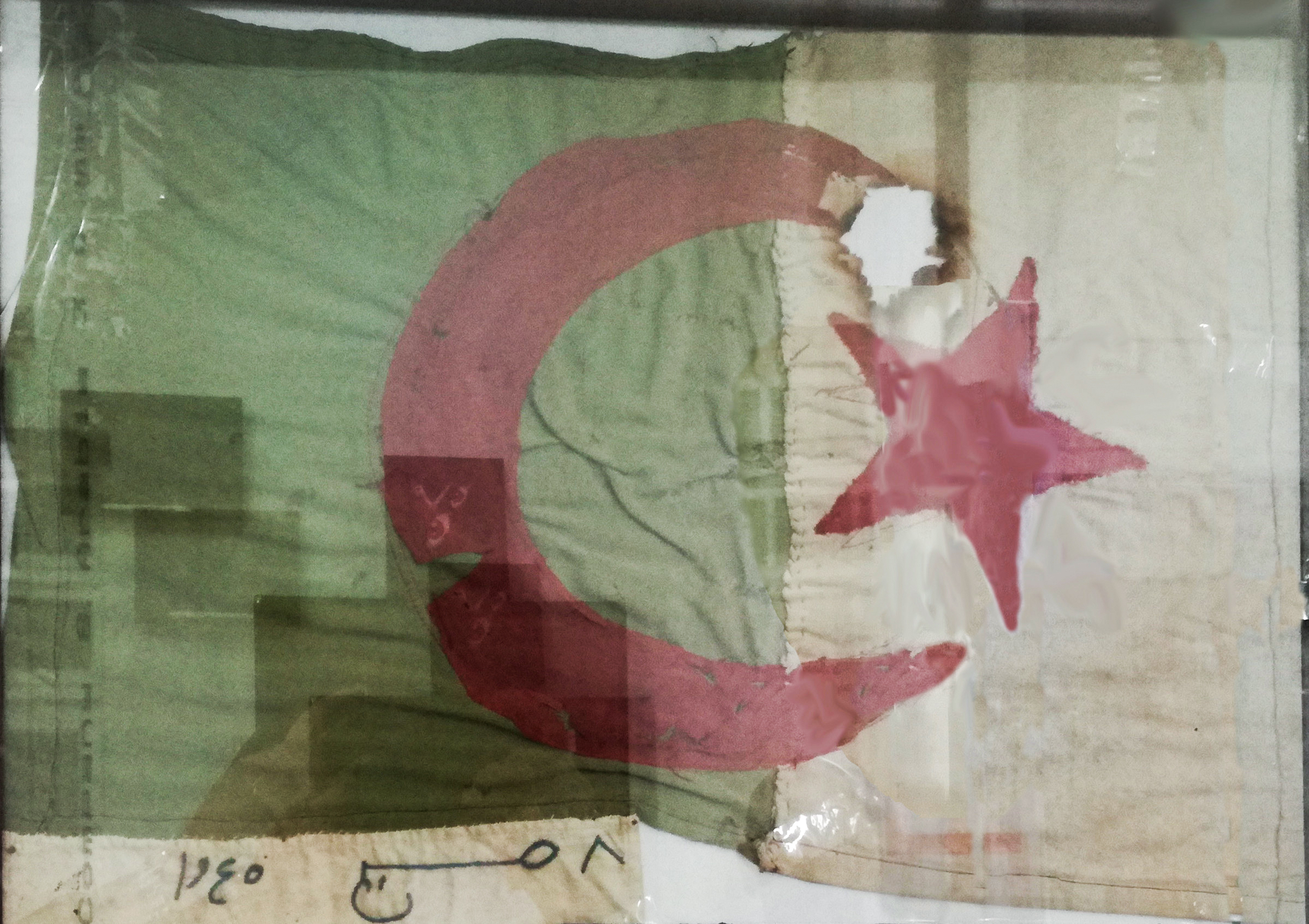
A bandeira da Argélia usada pelo Chahid Bouzid Saâll durante as manifestações de 8 de maio de 1945. Presente no Mujahid Museum of Setif.

Embora o movimento anticolonialista tenha começado a se formalizar e se organizar antes da Segunda Guerra Mundial, sob a liderança de Messali Hadj e Ferhat Abbas. No entanto, a participação da Argélia na guerra teve um grande impacto na ascensão do nacionalismo argelino. Argel serviu como capital da França Livre de 1943, que criou esperança de liberdade para muitos nacionalistas argelinos.
Em vista disso, as notícias dos ataques franceses aos manifestantes muçulmanos em Sétif criaram um sentimento de revolta entre a população rural, pobre e nacionalista, que contra-atacaram nas zonas rurais da cidade (Kherrata, Chevreul) os colonos franceses (pieds-noirs) que viviam ali, o conflito resultou na morte de 102 colonos europeus (12 em Guelma), além de outros cem feridos.

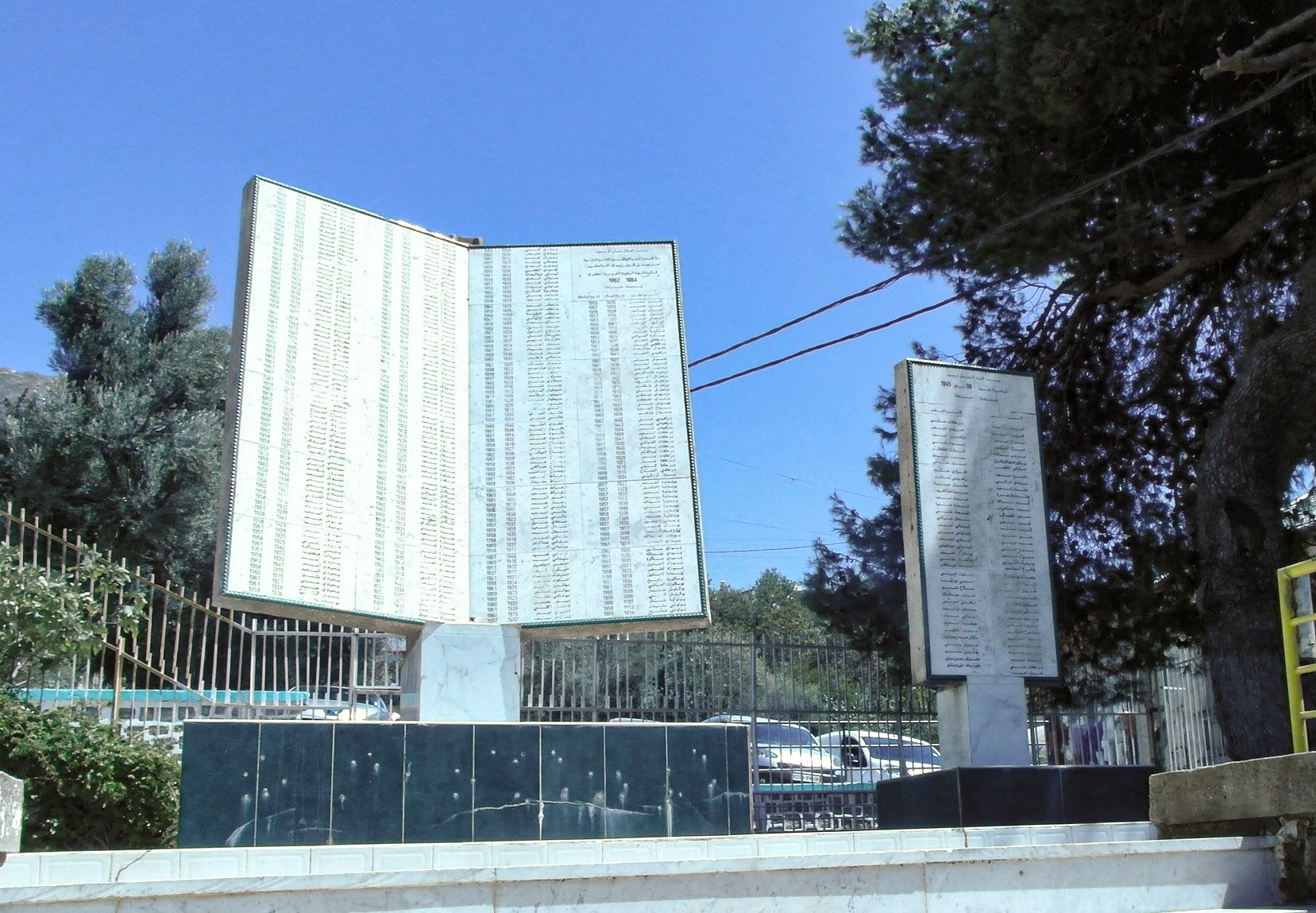
Monumento em Kherrata dedicado ao 8 de maio de 1945.

Em decorrência disso, os militares e policiais coloniais franceses reprimiram a rebelião e, em seguida, por instruções de Paris, realizaram uma série de retaliações contra civis pelos ataques aos colonizadores franceses, matando entre 6 000 e 30 000 muçulmanos na região. O exército, que incluía a Legião Estrangeira, marroquina e tropas senegalesas, realizaram execuções sumárias no decurso de uma ratificação de Comunidades rurais muçulmanas suspeitas de envolvimento. Além disso, mesquitas menos acessíveis (aldeias muçulmanas) foram bombardeadas por aviões franceses, e o cruzador Duguay-Trouin, na costa do Golfo de Bougie, bombardeou Kherrata.
Tanto a revolta quanto a retaliação marcaram um ponto de virada nas relações franco-argelinas. O massacre de Sétif se transformou em um detonador, pois mostrou aos argelinos que, se quisessem ter sua própria bandeira, sua liberdade e sua dignidade como seres humanos, não podiam deixar de vislumbrar um confronto direto e violento com o poder colonial que não hesitou em disparar contra multidões, incendiar casas, dizimar famílias argelinas. Portanto, o massacre de Sétif foi um dos acontecimentos que serviram de prelúdio à Revolução da Guerra de Independência de 1954-1962.

## A Guerra de Independência

### La Toussaint Rouge(Estouro da guerra) (31 out - 01 nov 1954)
Em 25 de julho de 1954, em uma modesta vila em Clos Salambier, um bairro muçulmano de Argel, vinte dois argelinos (incluindo figuras políticas importantes como Mostefa Ben Boulaid, Mohamed Boudiaf, Larbi Ben M’Hidi, Mourad Didouche e Rabah Bitat) se declararam “pela revolução ilimitada até a independência final”. Desse momento em diante, entende-se que foram dados os primeiros passos em direção ao que se tornaria a futura Guerra de Independência da Argélia. Na ocasião também foram designados os chefes dos departamentos argelinos: Ben Boulaid para Aurès-Némentchas, Rabah Bitat para o Norte-Constantinois, Mourad Didouche para Algérois-Orléansvillous, Larbi Ben M’Hidi para Oranie e Krim Belkacem para Kabylie. Em outubro de 1954, o Comitê Revolucionário de Unidade e Ação (CRUA) transformou-se na Frente de Libertação Nacional (FLN). As demandas da organização incluem: reconhecimento da nacionalidade argelina, abertura de negociações, libertação de presos políticos etc. Os franceses residentes poderiam escolher aderir ou não à nacionalidade argelina, mas os direitos seriam iguais para ambos. Os alvos que seriam atacados nas noites de 31 de outubro e 1º de novembro foram definidos. O braço armado da FLN seria a Armada de Libertação Nacional (ALN).
Na noite entre 31 de outubro e 1º de maio, mais de trinta ataques ocorreram em diferentes pontos da Argélia, em cidades como Alger, Boufarik, Bouira, Batna, Khenchela etc. Nestes episódios, os números contabilizados são de 4 mortes civis e 4 mortes militares, além dos danos materiais. A opinião pública se comove especialmente com o ataque ao ônibus Biskra-Arris, em Aurès, que resultou na morte de Hadj Sadok, ex-tenente do exército francês, e do professor Guy Monnerot. Uma proclamação publicada pela imprensa reivindica essas ações em nome de um grupo até então desconhecido: a Frente de Libertação Nacional. O objetivo, segundo a FLN, é alcançar a independência de um estado argelino democrático e soberano sob os princípios islâmicos, recorrendo a quaisquer meios para isso. Apesar disso, na Argélia ou na França, não existe ainda o entendimento de que uma guerra foi iniciada. No jornal francês Le Monde os acontecimentos ocupam apenas duas colunas, enquanto que o L’Express dedicou apenas uma coluna ao ocorrido.
Presidente da França desde 18 de junho de 1954, Pierre Mendès France é surpreendido pela revolta argelina. Ele afirma imediatamente que: "não fazemos concessões quando se trata de defender a paz interna da nação, a unidade e a integridade da República". Seu Ministro do Interior, François Mitterrand, visitou a Argélia em 12 de novembro de 1954 e declarou que: "a Argélia é a França! Negociação com os rebeldes é guerra”. A partir de então, reforços são enviados e milhares de nacionalistas são presos. No entanto, 99% deles não possuem qualquer ligação com a FLN. Mitterand cometeu um equívoco: ele acreditava que os ataques estavam ligados ao Movimento pelo Triunfo das Liberdades Democráticas (MTLD), o partido do velho nacionalista Messali Hadj.
Pierre Mendès France propôs então um plano de reforma em favor dos muçulmanos, o que levou à sua queda em 6 de fevereiro de 1955. O responsável pela articulação que levou à sua queda foi René Mayer, deputado de Constantinois, representante da “linha dura” dos “pied-noirs”. Enquanto a Câmara votava a moção de desconfiança à Mendès France, ele declarou que: “no Norte da África, ou haverá uma política de reconciliação… ou uma política de repressão, com todas as suas horríveis consequências”.

### Massacre em Constantinois -Massacre du Constantinois(20-26 ago 1955)
Em 20 de agosto de 1955, milhares de camponeses argelinos se rebelaram e atacaram cidades do departamento de Constantinois, mais precisamente no quadrilátero Collo-Philippeville-Constantine-Guelma. O ataque foi organizado por Zighoud Youcef, sucessor de Didouche Mourad na administração da região para a FLN, e visou principalmente postos policiais e prédios públicos. Nesse episódio, tanto muçulmanos quanto colonos franceses e seus descendentes foram mortos, somando 123 mortes no total. A resposta por parte do governo francês foi rápida e implacável: a força aérea francesa bombardeia vilas camponesas da região, incluindo a comunidade de Beni Malek. A partir de então, o discurso de “operações de manutenção da ordem” por parte do Governo da França é substituído pela prática de “guerra total”. Ao mesmo tempo, civis armados começam a realizar atos de vingança e a carnificina é instaurada entre colonos e muçulmanos, com números de vítimas entre 3 000 e 7 500. A indignação suscitada por esses massacres também chamou a atenção da opinião internacional para a luta de independência da Argélia. Em 30 de setembro de 1955, a questão argelina é colocada como ordem do dia na ONU e a guerra entra em sua fase de internacionalização.

### Operação Pássaro Azul -Opération Oiseau Bleu(1956)
Dois anos após o início da guerra, o governo francês estava preocupado com a atividade da FLN na região de Kabylie e decidiu estabelecer comandos para expulsar os guerrilheiros de Krim Belkacem. Em 1955, Henry Paul Eydoux, assessor técnico do gabinete do governador-geral Jacques Soustelle, teve a ideia de instaurar a insurreição na Kabylie marítima. O objetivo da “Operação K”, geralmente chamada de “Oiseau Bleu”, era recrutar homens na Kabylie, equipá-los com armas (cerca de 300 foram entregues) e montar uma contra-insurgência contra a FLN. Foi confiado ao DST e depois ao Serviço de Inteligência Operacional (SIO). No entanto, a operação falhou completamente e o dinheiro e as armas foram desviados em benefício da própria FLN. De certa maneira, esses recursos e armamentos foram responsáveis por aumentar ainda mais a violência na região de Kabylie.

### Massacre deBeni Oudjehane(maio 1956)
O massacre foi cometido em 11 de maio de 1956 por uma unidade do exército francês, o 4º Batalhão de Caçadores a Pé (4º BCP), que assassinaram 79 aldeões argelinos no povoado de Beni Oudjehane, que na época contava com uma população de apenas 300 habitantes.

### Palestro(abril - maio 1956)
Em 18 de maio de 1956, nas proximidades de Palestro, a 70 quilômetros de Argel, 19 soldados do contingente francês foram mortos em uma emboscada. Os cadáveres são encontrados mutilados e a imprensa repercute esse ato sangrento. Segundo o historiador Benjamin Stora, “Palestro permanecerá como a emboscada mais famosa da guerra, o símbolo do pior que pode acontecer: o ataque surpresa, a impossibilidade de se defender, a mutilação de cadáveres”. No dia seguinte ao encontro, quarenta e quatro argelinos foram sumariamente liquidados enquanto tentavam escapar do cerco organizado pelas tropas francesas ao norte da emboscada. Além disso, a aldeia de Djerrah foi completamente destruída após ser encontrado um esconderijo de armas ali.
Na França, Guy Mollet enviou diversos recrutas para a Argélia, o que gerou intensa comoção na nação francesa. A partir desse momento, o conflito deixou de ser algo distante, liderado e executado por profissionais das forças armadas, para se tornar um assunto interno devido à participação de filhos, irmãos ou maridos.

### Sequestrro do Avião da FLN -Détournement de l’avion du FLN(out 1956)
Em 22 de outubro de 1956, na cidade de Rabat, cinco líderes da Frente de Libertação Nacional embarcaram em um avião operado pela companhia aérea Air Atlas Maroc com destino à Tunis: Ahmed Ben Bella, Hocine Aït Ahmed, Mostefa Lacheraf Mohamed Khider e Mohamed Boudiaf. Os cinco homens deveriam embarcar em um avião do próprio sultão do Marrocos, Mohammed V. Porém, o Serviço de Documentação Exterior e Contra-Espionagem (SDECE) foram informados do local e data exata da viagem e organizaram um desvio. A operação foi realizada sem o consentimento de Guy Mollet ou de Robert Lacoste.
Além de aprenderem os líderes da FLN, as autoridades francesas apreenderam documentos que comprovam formalmente a ajuda egípcia à FLN. Mas essa revelação não foi suficiente para apaziguar o incidente diplomático. A situação no Marrocos estava sangrenta, com motins antifranceses sendo organizados e pessoas sendo massacradas. Após o ocorrido, o sultão endureceu sua posição diplomática e chamou de volta seu embaixador em Paris. Habib Bourguiba, o presidente da Tunísia na época, adotou uma posição semelhante à do sultão marroquino e por todo o mundo árabe, a França foi extremamente criticada. Alain Savary, secretário de Estado para Assuntos Marroquinos e Tunisianos, se demite, juntamente com Bruno de Leusse, embaixador francês na Tunísia.
Para a FLN, além da apreensão de seus líderes políticos, o rompimento das relações com a França é um duro golpe. Se por um lado o ocorrido garante o auxílio de Egito, Tunísia e Marrocos, por outro não existe mais diálogo com a França. Guy Mollet fica furioso por não ter sido informado e por ver as negociações que estavam sendo guiadas secretamente com a FLN fracassarem.

### Batalha de Argel -Bataille d’Argel(7 jan - 24 set 1957)
Desde 1954, a atenção da Frente de Libertação Nacional estava voltada para confrontos e emboscadas nas regiões rurais, particularmente em Aures e Kabylie. Mas a partir de 1956, o foco se voltou para os centros urbanos e a capital foi escolhida como o grande palco. O objetivo da FLN era atingir o coração do aparato colonial de uma maneira espetacular, chamando a atenção tanto da opinião pública francesa quanto dos países estrangeiros para a força do movimento.
Argel é a capital da Argélia, uma vasta aglomeração de quase um milhão de habitantes e o símbolo do sucesso francês na Argélia. A cidade era o centro nervoso da administração colonial, o principal local de negócios com os maiores portos e aeroportos. Acima de tudo, era o lar de grande parte dos franceses no país. Era ali que a imprensa francesa e internacional buscava suas informações. A cidade também simboliza a situação do país. Embora majoritariamente francesa, Argel sempre manteve um bairro “árabe”, a famosa Kasbah. Além disso, a explosão demográfica que atingiu a população muçulmana da época levou à instalação de massas crescentes de proletários nas periferias da cidade.

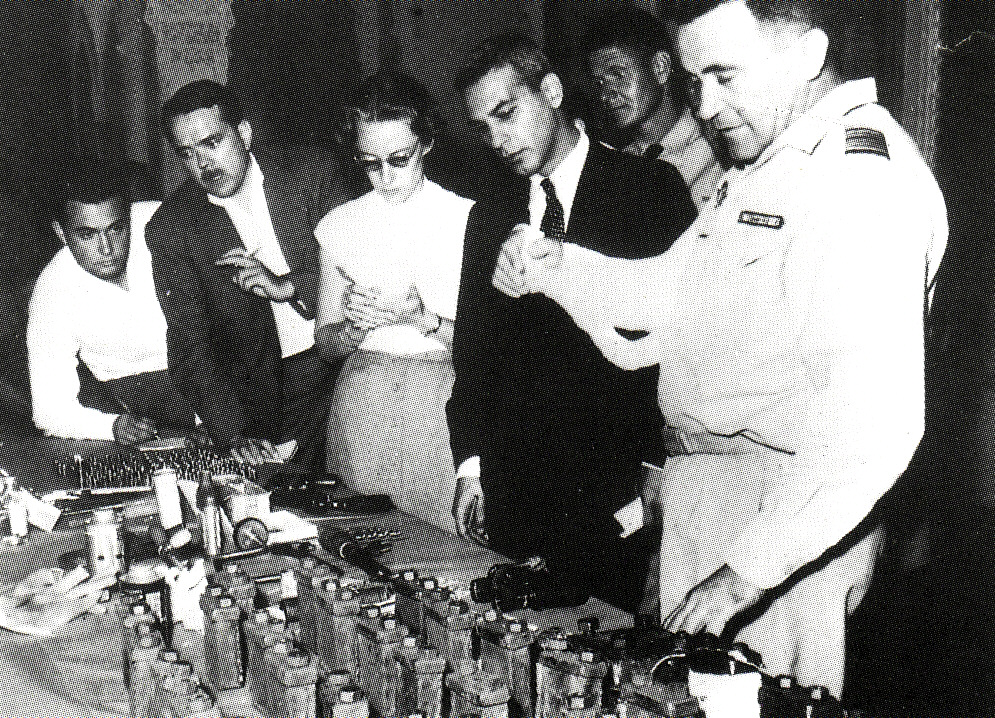
Desmantelamento da rede de bombas de Yacef Saadi, Coronel Godard apresenta à imprensa 33 bombas recuperadas durante uma busca na Casbah de Argel.

Naquele ano, Ramdane Abane, Krim Belkacem, Larbi Ben M'Hidi, Saad Dahlab e Benyoucef Benkhedda estabeleceram-se clandestinamente na Kasbah de Argel. Os cinco homens criaram a Zona Autónoma de Argel (ZAA) e começaram por repartir as tarefas da seguinte forma: Ben Khedda estabelecia contatos com os europeus e gestão da nova zona autônoma de Argel; Dahlab era o responsável pela propaganda e direção do jornal El Moudjahid; Ben M'Hidi escolheu estar a frente das ações armadas em Argel; Krim Belkacem atribui a si mesmo a tarefa de estabelecer contato com todas as outras áreas da Argélia comandadas pela FLN, o que o torna o chefe de gabinete e estrategista da luta armada; Por fim, Abane Ramdane tornou-se o gestor político e financeiro do colegiado dos cinco líderes.
A guerrilha urbana da FLN em Argel possuía um pequeno número de militantes, algo em torno de 2 000, mas que possuíam uma vasta rede de apoio e cumplicidade. Um grupo chamado “rede de bombas” era responsável pela fabricação de bombas sob o comando de Yacef Saadi. No decorrer daquele ano, a polícia de Argel registrou 26 515 atentados atribuídos à FLN.
Em 7 de janeiro de 1957, os paraquedistas do exército francês entraram na capital e deram início à Batalha de Argel. Cada regimento assume o controle de um distrito da cidade e passam a interrogar um número crescente de argelinos. O objetivo dos interrogatórios é chegar no alto escalão da FLN e para isso, as forças armadas passam a utilizar métodos cada vez mais brutos tais como torturas e ameaças a familiares. A resposta do movimento vem com uma greve geral marcada para 28 de janeiro de 1957, data que coincide com a abertura de um debate sobre a questão argelina na Assembleia Geral da ONU.  No entanto, a busca por informações dos paraquedistas surte efeito: em 28 de janeiro, a greve que deveria durar oito dias foi interrompida e os trabalhadores foram levados aos postos de trabalho sob coação. Além disso, Larbi Ben M’hidi é preso e outras lideranças da FLN são obrigadas a sair da cidade e do país.

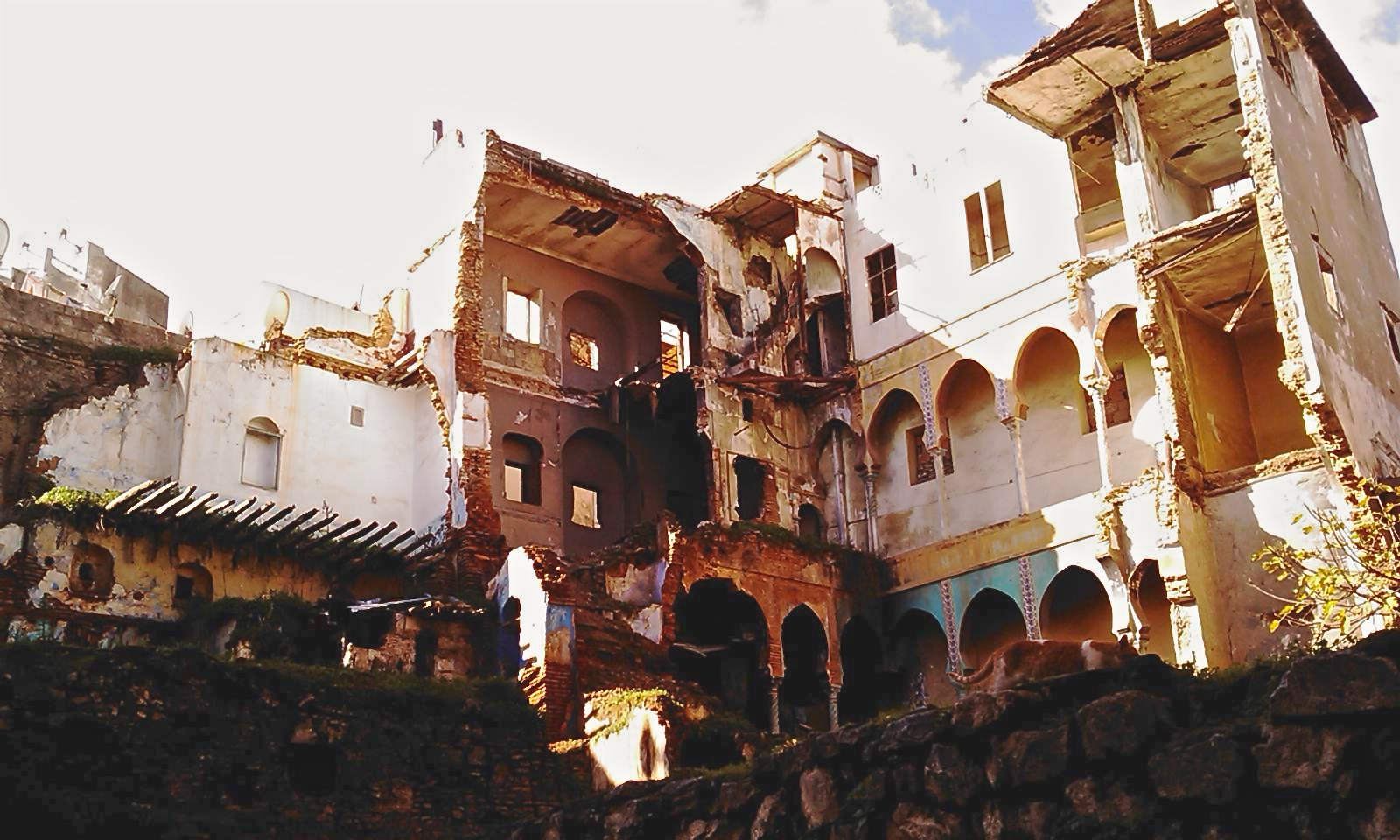
O restante de uma casa no Casbah de Alger, destruída na explosão que mata Ali La Pointe, Hassiba Ben Bouali, Petit Omar e Mohamed Bouhhmidi, 8 de outubro de 1957

A partir de então, os atentados com bombas diminuem drasticamente, de 112 em janeiro para apenas 29 no mês de março. A partir de então, a FLN dá uma pausa nos ataques e o exército francês acredita que finalmente venceu. Porém, em junho uma bomba explode em um ponto de ônibus e, alguns dias depois, outra bomba explode no salão de dança do Casino de la Corniche. Novas operações em busca de antigos e atuais militantes da FLN são postas em prática, resultando na prisão de Yacef Saadi, líder dos guerrilheiros urbanos, em 24 de setembro de 1957. Além de ser preso, os últimos companheiros de Yacef morreram após uma divisão dos paraquedistas dinamitar o esconderijo deles em Kasbah. Esse feito marcou o fim da Batalha de Argel. No mês seguinte, o exército francês eliminou 1 827 combatentes da FLN e apreendeu 812 armas, 88 bombas e 200 quilos de explosivos.

### Massacre de Melouza (mai 1957)
Esse massacre surgiu da rivalidade entre a Frente de Libertação Nacional (FLN) e o Movimento Nacional Argelino (MNA). Em 1956 o platô de Melouza passou para as mãos da FLN, que valorizava a importância estratégica do local. No entanto, a maior parte da população dali era a favor do MNA, movimento organizado pelo “General” Mohammed Belounis, que era partidário de Messali Hadj, rival da FLN. As tropas da MNA possuíam neutralidade e por vezes até apoio do exército francês, que viu no conflito uma oportunidade de contrariar a FLN. Na madrugada de 28 de maio de 1957, 400 homens da ALN cercaram uma aldeia em Melouza e foram recebidos com resistência armada pelos moradores. Ao meio do dia, a munição dos locais cessou e a ALN adentrou a comunidade e fuzilou todos os combatentes. Após dois dias do ocorrido, o exército francês chegou à região e contabilizou 315 cadáveres.  

### L’ALN malade de la “bleuite”(1958)
Essa operação de infiltração e intoxicação em grande escala foi elaborada pelo serviço secreto francês a partir de 1957. A estratégia era formular uma lista de supostos colaboradores argelinos do exército francês, fazê-la chegar até os dirigentes da Armada da Libertação Nacional (ALN) e provocar expurgos internos nas fileiras da FLN. O objetivo era semear a desconfiança entre as fileiras do inimigo e desestabilizá-lo por dentro. Esse subterfúgio do exército francês causou mortes significativas na FLN pois figuras como Ahcène Mahiouz, assistente do general Amirouche, conseguiu convencê-lo a desconfiar de todos que adentravam às fileiras do movimento, especialmente jovens intelectuais, estudantes e médicos. As consequências disso foram a debilitação da ALN e a incapacidade de organizarem operações efetivas durante alguns meses.

### Bataille des frontières(21 jan - 28 mai 1958)
A partir de janeiro de 1958, a ALN que já vinha sofrendo com as cercas eletrificadas da “Linha Morice” e com a fiscalização dos paraquedistas franceses intensificou as tentativas de receber combatentes e armamento dos vizinhos aliados. A Tunísia era o principal aliado nesse sentido e as estimativas são de que 2 000 armas por mês tenham chegado à Argélia no outono de 1957. O governo francês até procurou impedir o abastecimento de armas por meio de ameaças de represálias, mas isso foi em vão, então a escolha governamental foi agir por meio da ação militar. Para driblar as barreiras francesas, a ALN procurou sabotar as cercas elétricas e cavar túneis por baixo delas. Porém esse esforço foi pouco efetivo e diversos combatentes argelinos morrem, além de uma enorme quantidade de armas terem sido apreendidas. Esse foi um duro golpe para a ALN e desse desse momento em diante a Argélia esteve praticamente “enjaulada”, não podendo mais contar com o abastecimento exterior.  

### Plano Challe -Plan Challe(1959-1961)
Até o final de 1958, considerava-se que as iniciativas na guerra eram sempre tomadas pela Armada da Libertação Nacional (ALN). Para mudar essa situação, o recém-nomeado comandante chefe das Forças Armadas na Argélia, general Challe, decidiu pela ação ofensiva através da vantagem numérica e armamentista do exército da França, que contava com 475 000 homens contra 50 000 da ALN. Até então, as forças armadas francesas trabalhavam com unidades fixas e móveis: as fixas eram responsáveis por manter os pontos sensíveis do país, enquanto que as unidades móveis, como os paraquedistas, atuavam apenas em missões específicas. O plano de Challe consistia em utilizar ao máximo as tropas móveis em missões alternadas e sucessivas, de maneira que se desestabilizasse a organização da ALN. Após a desordem, as tropas fixas poderiam enfrentar sozinhos os grupos armados através de um ataque rápido e fulminante. Para fazer o plano dar certo, dois elementos foram cruciais: a inteligência e a mobilidade das tropas. A inteligência ficou a cargo do Centro de Coordenação Inter Armado e a mobilidade das tropas seria feita através de helicópteros. Além disso, foi essencial a ajuda das tropas auxiliares, geralmente formada por colonos voluntários ou muçulmanos argelinos à serviço do exército francês.
Entre fevereiro de 1959 e setembro de 1960, as operações militares planejadas pelo “plano Challe” varreram a Argélia de oeste a leste. As vitórias foram conquistadas desde os pontos mais fáceis até os mais difíceis, como é o caso do Norte de Constantino, região amplamente dominada pela ALN. Em abril de 1960, o general Challe deixa a Argélia e quem assume seu lugar é o general Crépin. O novo general opta por uma estratégia de criar “zonas proibidas” para a população civil, expulsando-as de suas casas e terras. Dessa maneira, ele impedia o auxílio dos argelinos à ALN e facilitava a identificação de combatentes nessas zonas vazias.

## Sujeitos da Guerra

### Organização Armada Secreta -Organisation armée secrète(1961-1962)
A Organização Armada Secreta (OAS) é uma organização político-militar clandestina francesa, criada em fevereiro de 1961 com o objetivo de assegurar a presença francesa na Argélia por todos os meios, incluindo o terrorismo em grande escala. Estima-se que a OAS tenha tido cerca de 1 000 a 1 500 membros ativos, com ⅔ de civis e ⅓ de militares. Os ataques do grupo tinham como principais alvos personalidades políticas e administrativas do governo francês, intelectuais e órgãos de imprensa favoráveis às negociações com a FLN e a população muçulmana da França e da Argélia. Apesar da OAS ser amplamente apoiada pelos franceses na Argélia, a opinião pública metropolitana rejeitava seus métodos.
Em 18 de março de 1962 o presidente Charle de Gaulle assinou um cessar-fogo com a ALN, mas a OAS rejeitou a decisão governamental e se entrincheirou no bairro Bab El Oued, considerado o “bairro europeu” em Argel. A partir de então, a organização iniciou uma onda de ataques na cidade, sendo o maior deles a explosão de um caminhão-bomba no porto de Argel, matando entre 110 e 150 pessoas, a maioria delas trabalhadores da zona portuária. Para conter o grupo, o exército francês cercou o bairro de Bab El Oued e atacou com poderio aéreo e terrestre. Oficialmente, 119 membros da OAS foram mortos, 635 foram presos e 224 foram julgados, incluindo 117 absolvidos, 53 condenados a regime aberto, 38 em regime fechado e 3 condenados à morte por fuzilamento.

### Judeus
A população judia, às vésperas da guerra, estava presente sobretudo nas grandes cidades, em especial Argel e Oran. Em 1953, 21% dos médicos, 18% dos dentistas, 16% dos advogados e 18% dos funcionários públicos são judeus. Havia também 472 colonos, nas áreas agrícolas. Embora do ponto de vista cultural, religioso e étnico, constituíssem um grupo distinto  da maioria dos pieds-noirs, os judeus da Argélia também partilhavam com aqueles o apoio à soberania francesa sobre o território argelino.
Quando irrompeu a guerra, a comunidade judaica, de maneira geral, não tomou partido, a princípio. As organizações comunitárias mostram extrema moderação, recusando-se assumir uma posição política, mostrando-se  tanto ligadas à nacionalidade francesa quanto favoráveis à igualdade de direitos para todos.
Em 1º de novembro de 1954, o manifesto da FLN convida todos os habitantes, independentemente da confissão religiosa, a lutar contra o exército francês. Em 1956, é lançado um apelo aos judeus da Argélia, convidando-os a aderir à causa nacionalista, mas as instituições judaicas se recusam a assumir uma posição, declarando apenas: "Somos franceses, somos republicanos, somos liberais, somos judeus".

## Papel dos Intelectuais
Parte da leitura convencional que se faz sobre Guerra de Independência da Argélia consiste no fato de estabelecerem-se e reafirmarem-se os aspectos de embate armado, físico, esquecendo-se que boa parte do conflito, se não todo ele, passa por um processo de idealização das ações e de um engendramento dos porquês e como lutar pela emancipação popular no campo do pensamento. Nesse sentido, é importante destacarmos alguns aspectos da guerra no campo da ilustração, vocalizadas e informadas por alguns agentes principais. Se quando falamos de intelectualidade da guerra da Argélia, passamos inerentemente por Albert Camus e Jean-Paul Sartre, outras figuras são tão importantes quanto para a denúncia e reflexão do colonialismo francês.

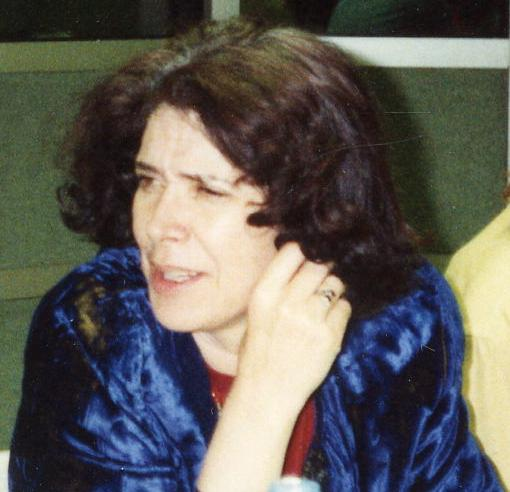
Assia Djebar, escritora, cineasta, historiadora e professora argelina, cerca de 1992.

Nesse sentido a literatura argelina francófona é expoente de uma preocupação e envolvimento direto na construção de um ideário nacional e reverberação de propostas anticoloniais. Nos anos 1950 a literatura argelina é madura e consciente sobre a busca identitária que se desdobrava e se acirrava. Aqui, o pensamento e o lugar de Assia Djebar são importantes porque a autora viveu a guerra: No início de sua carreira foi jornalista para o El Moudjahid, jornal da FLN, colhendo o testemunho das mulheres refugiadas e envolvidas com os movimentos guerrilheiros. Partindo desse conhecimento de campo busca trazer à tona a experiência das mulheres argelinas ocidentalizadas, mas é recebida com olhares dúbios que a enquadram como alienada política (Assia deixou de lecionar na Universidade de Argel por ser contrária aos processos de arabização forçada da instituição). Por outro lado, não se pode dizer que não estava engajada, já que o problema estava na visão da crítica, que desconsiderava os aspectos da vida menor ou vida privada como sendo de natureza política.
Para a autora a guerra não era só feita de tensões entre os projetos de Argélia em disputa, mas das tensões e violências factuais e simbólicas experimentadas pelas mulheres em meio às campanhas de emancipação forçada da metrópole e pela situação volúvel de exclusão/inclusão na luta anticolonial. A autora permite pensar a guerra de um outro lugar, que não passa diretamente pela visão hegemônica dos textos de propaganda e do pensamento dos homens. A produção intelectual de Assia Djebar constitui uma leitura da posição da mulher inicialmente do lugar autobiográfico enquanto vai abrangendo e amplificando experiências diversas de outras mulheres, dando voz e espaço a elas; um conhecimento da realidade local que levou a autora a dialogar diretamente com a obra de Frantz Fanon por meio dos romances.

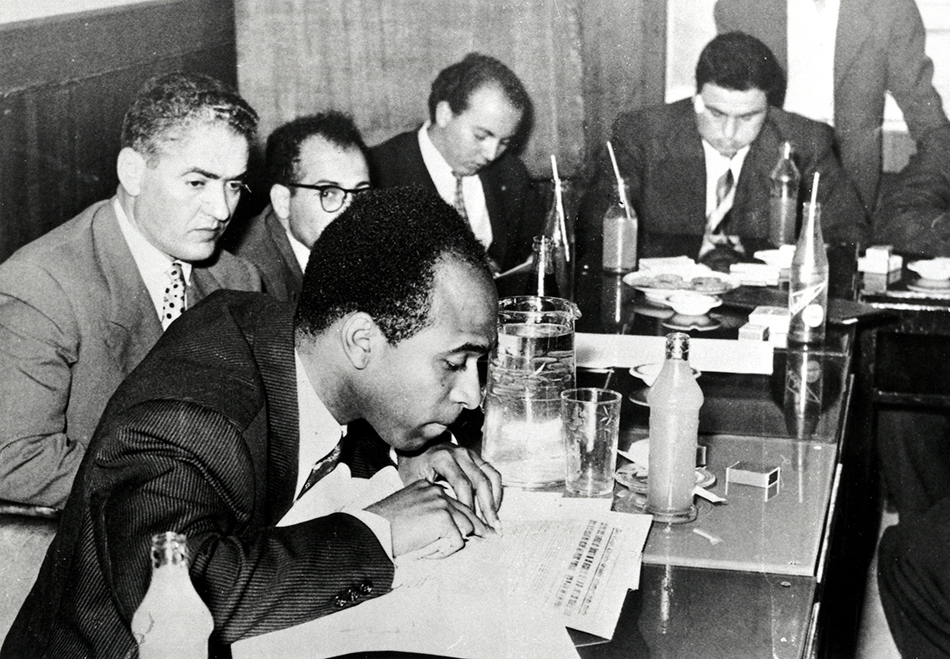
Frantz Fanon em uma coletiva de imprensa de escritores em Túnis, 1959.”

Apesar das dissonâncias com intelectuais locais, a obra de Frantz Fanon (natural da Martinica, também colonizada pela França) nos permite explorar a guerra pelos aspectos do teórico e do agente da guerra. Fanon via na experiência argelina o nascimento das estratégias necessárias para o estabelecimento de uma nova humanidade, para além de uma potencial morte do sistema colonialista por meio da violenta, mas inevitável e irreversível reconstituição dos sujeitos, de suas individualidades e da formação das coletividades. Como Assia, ele também escreveu para o El Moudjahid, onde denunciava a derrota do racismo como fruto da libertação nacional, indicando que esse não seria processo fácil pelo denso e entrelaçado relacionamento entre a colônia e a metrópole no espaço das ideias de suas populações, afinal, a Argélia era vista como parte da França, e não como simples colônia, a despeito de não ter assegurado aos seus habitantes a condição de liberdade dada aos pares europeus. Vê ainda aspectos claros de virada na estrutura revolucionária que a tornavam fadada ao sucesso, seja no caráter de não-negociação, quer dizer, na linguagem utilizada pela FLN e pelos outros movimentos anticoloniais que não eram de súplica, mas de reivindicação, com objetivos de luta explícitos. Essa posição firme instaurava uma consciência nacional coletiva e individual capaz de superar a visão subalterna dos próprios indivíduos a serem emancipados, ao combater a ideia que os colonizados fazem de si mesmos através do filtro da cultura colonialista imposta.
Ao mesmo tempo, o envolvimento de Fanon com a revolução se deu no campo de ações materiais pela participação nos hospitais coloniais argelinos durante o conflito, cuidando de membros do exército francês e de colonos, os pieds-noirs, bem como de argelinos da ala árabe de enfermaria, mantendo o movimento e seus constituintes a salvo de uma queda. Com o acirramento das tensões, sua posição delicada e seus escritos que tomavam como base a observação da segregação cotidiana nos espaços em que transitava, se exila na França, onde outros intelectuais buscavam estabelecer um diálogo sobre o conflito no imaginário metropolitano.
Francis Jeanson, ator francês, organizou o auxílio aos argelinos por meio da revista Les temps modernes, veiculando de forma contínua denúncias sobre a forma como os colonos e as forças metropolitanas faziam o uso indiscriminado de torturas. A revista também expunha a omissão de outros veículos de imprensa franceses sobre os problemas que a guerra trazia não apenas para a Argélia, mas também para a própria França. O conjunto popular era alcançado pela organização de manifestações, de artigos políticos, entrevistas e abaixo-assinados, sendo importante espaço de divulgação das ideias de pensadores da guerra e de autores que propunham um desvendamento da estrutura de exploração da colônia.
Entre esses autores estavam Albert Memmi, tunisiano de origem judaica e falante de árabe, e Henri Alleg, diretor do jornal Alger Républicain. Memmi reflete que o racismo e a xenofobia sofridos pelos colonizados argelinos são fruto de uma mistificação generalizante implicada pela estrutura colonial, da necessidade de instauração do diferente e do exótico, incivilizado e indigno para a manutenção do sistema de privilégios e dominação de uma certa elite política e econômica. Já Alleg foi denunciante da tortura cometida pelos soldados franceses e dos muitos desaparecimentos e métodos de execução praticados por eles. O impacto de sua produção no imaginário metropolitano foi tamanho, que na leitura de contemporâneos as cenas eram comparáveis à tortura nazista. Sem requintes melodramáticos ou literários, o autor expõe como a crueldade sem limites era parte do modo de operação francês como forma de garantir a manutenção do imperialismo, por meio da utilização de uma força humana assimilada e integrante à engrenagem colonial, como que justificando a violência da FLN como uma resposta igualitária ao processo de repressão.

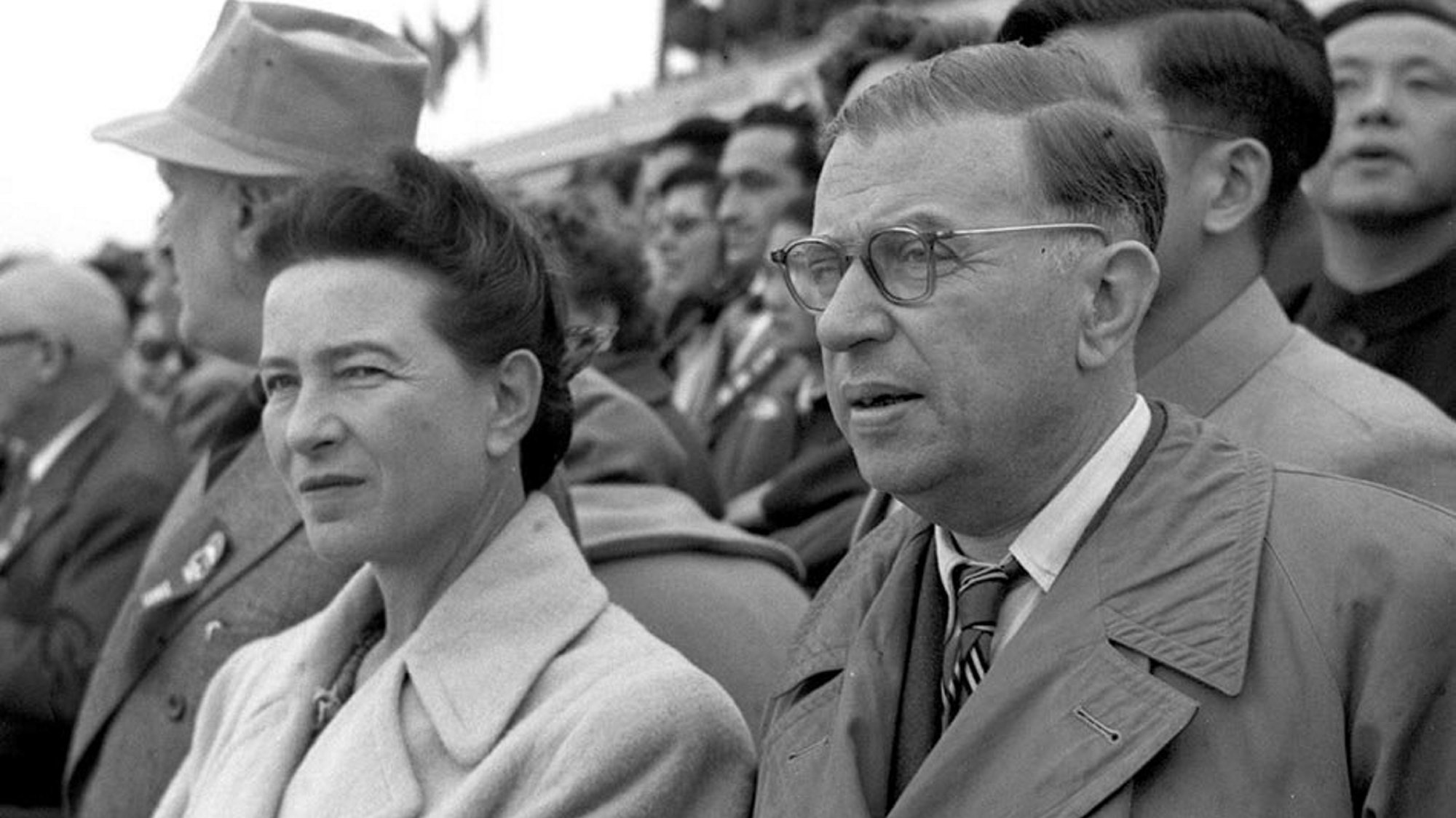
Simone de Beauvoir e Jean-Paul Sartre na cerimônia do 6º aniversário da fundação da China comunista em Pequim, em 1º de outubro de 1955, na praça Tiananmen.

Também da Les temps modernes e da rede formada por Jeanson era Jean-Paul Sartre, talvez aquele visto como o maior teórico e analista da revolução, mesmo ao falar do lugar da elite intelectual metropolitana e sem nunca ter ido à Argélia. Sartre, além de escritor do prefácio da obra  “Os Malditos da Terra” de Frantz Fanon, foi signatário do Manifesto de 121, lançado em 1960, chamado de "Declaração sobre o direito à insubordinação na guerra argelina", concebido por Dionys Mascolo e Maurice Blanchot e publicado na revista Vérité-Liberté, referendado por artistas, intelectuais e professores de posição à esquerda. Sartre se coloca abertamente a favor da Argélia independente, defendendo a guerra e a violência da FLN como meio para a libertação nacional. Por suas posições, tem seu apartamento atacado duas vezes e recebe forte crítica de intelectuais pró-Argélia francesa. Parceira de Sartre e também signatária do Manifesto de 121, Simone de Beauvoir foi outra ilustrada metropolitana pró-independência e pró-luta armada. Além de teorizar a guerra com Sartre, foi importante na amplificação da participação feminina na guerra pela publicação com Giséle Halimi de entrevistas de presas de guerra, além de criar comitês e fazer propaganda pública em prol da defesa para essas mulheres frente ao ataque das forças francesas.
Já entre os intelectuais de cunho moderado estava Albert Camus, que nascido na colônia filho de uma família francesa pobre, mas residente no sul da metrópole, foi até a Argélia pedir uma trégua para o conflito e a resolução pacífica dos conflitos. Para Camus a saída não era a guerra, mas o diálogo e a manutenção de uma interdependência. Quer dizer, em última instância defendia o vínculo da Argélia com a França (mais ou menos nos moldes do que seria a Commonwealth), insinuando uma maternidade da França sobre a Argélia.  Como sua posição sobre a Argélia era dúbia, ganhou a hostilidade de dois campos de pensamento e ação: dos nacionalistas árabes argelinos e dos movimentos de esquerda francesa, e também dos pieds-noirs e da direita francesa.
Para Edgar Morin, líder da comissão contra a guerra argelina, parte significativa da esquerda francesa que pensou com Les temps modernes tinha desiludidamente que a FLN era a vanguarda da revolução mundial, inovadora, preparada, símbolo de novas necessidades. Assim, Morin acreditava num processo que não levasse ao desgaste institucional e a perda de vidas de ambos os lados, e por isso fazia parte do grupo com que se constituía contrário a mitologia da FLN, e era, portanto, renegado por ela.
Mais contrários ainda foram outros intelectuais que lançaram, também em 1960, o contra-manifesto “dos Intelectuais franceses para resistência ao abandono”, que, contra a saída dos colonos da Argélia e da saída Argélia da dominação francesa, denunciava o apoio de professores e pensadores ao manifesto 121, classificando-os como traidores, e defendia abertamente a ação do exército francês na colônia. O manifesto afirmava que apenas com a opressão militar é que se poderia salvaguardar a liberdade na Argélia, supostamente em risco pela força da FLN, e idealizava que a revolução iria instaurar uma ditadura através do terror, do fanatismo e do racismo.

## Memórias da Guerra

### Conceito de revolução
A ideia de “revolução”, entendida enquanto ação genuína de massas em prol de um objetivo político/social comum ganha sentido, no campo do discurso, somente a partir de um dualismo fundamental: a diferença radical entre o bem e o mal, associados a grupos e classes sociais em conflito histórico, de maneira que somente a vitória completa de um sobre o outro solucionaria a situação presente.
Uma vitória ideal sobre o plano desse conflito dualista só seria possível por meio de uma inversão da ordem social, atingindo uma estruturação utópica das forças em sociedade. Tal mecanismo está no centro da ideia de revolução, o que pressupõe a utilização de força para tirar da inércia uma hierarquia social historicamente firmada. Esta força é comumente associada à violência. É bem verdade que nem toda violência é “revolucionária”, por assim dizer, mas pensar numa “revolução” sem violência é quase uma contradição em termos.
Se fizermos um breve apanhado sobre o que estudiosos da teoria social afirmaram sobre o conceito de “revolução” e suas instrumentalizações históricas no século XX, veremos alguns pontos em comum:
- envolve a tomada do poder estatal por um grupo social insurgente;
- pressupõe o uso da força, incluindo violência (física ou simbólica);
- há dinâmica de interesses conflitantes entre dois blocos, um dos quais luta por mudança social, enquanto o outro tenta manter um status quo;
- os participantes do movimento revolucionário estão geralmente subscritos a uma variante da ideologia socialista, que aponta para mudanças radicais não só nas instituições políticas, mas também nos valores culturais hegemônicos.[73]

Theda Skocpol, por exemplo, caracterizou “revolução” como uma rápida transformação da base do Estado e da estrutura de classe de uma sociedade, acompanhada e, em parte, realizada por revoltas vindas de baixo, baseadas na luta de classes; e Anthony Giddens, por sua vez, define “revolução” como a tomada do poder por meios violentos por parte dos líderes de um movimento de massas, o que dá lugar, posteriormente, a processos de reforma social e de mudança institucional. Podem ocorrer dissonâncias conceituais entre os diversos autores, mas há uma noção em particular mais ou menos consensual: o processo revolucionário traz consigo um ponto de corte na experiência histórica. Nesse sentido, teria início um novo momento da história de um povo, no qual processos inéditos e mudanças radicais tomariam curso. A construção de um período em que o povo poderia gozar de liberdade e igualdade (ou uma sensação delas) torna-se, então, o mais importante elemento constitutivo do conceito moderno “revolução”, segundo Hannah Arendt.
No entanto, essa definição é construída sempre, inevitavelmente, a partir de um olhar retrospectivo sobre os processos históricos, ou seja, uma análise ou um discurso por parte de sujeitos do presente, direcionada a acontecimentos do passado e guiada por interesses específicos, que dizem muito mais respeito ao contexto de produção dessa análise ou discurso (no presente) do que ao objeto analisado (o passado em si).

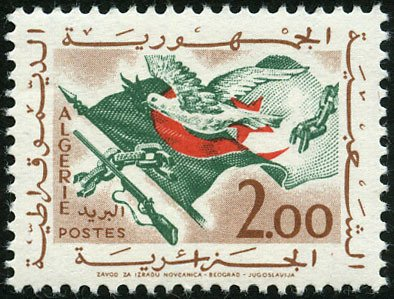
Selo postal da Argélia (1963), com destaque para a arma de fogo, a bandeira argelina ao fundo, e a pomba branca e as correntes quebradas à frente, simbolizando a paz e o fim da exploração colonial.

Assim ocorre também na Argélia, onde a guerra de independência dos anos 1954-62, evento que funda a nação argelina soberana, é entendida pelo povo argelino como “revolução” {árabe: الثورة; al-thawra} e é instrumentalizada enquanto tal pela elite política que se instala após a luta anticolonial, informada por sentimentos nacionalistas. Assim, assumiu-se que a captura do poder do Estado por meio das armas contra as forças coloniais francesas e o sacrifício de vidas nesse processo era condição necessária e suficiente para iniciar uma transformação estrutural completa, libertando o povo dos grilhões do poder imperial e de todo tipo de exploração, para que, ao fim e ao cabo, a Argélia conquistasse liberdade, igualdade e justiça.

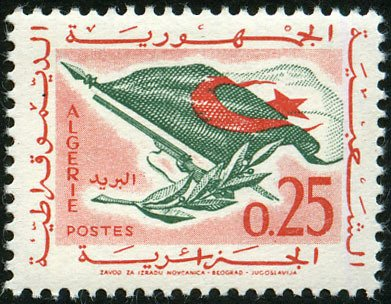
Selo postal da Argélia (1963), com reprodução de uma folha de louro, simbolizando a vitória na luta anticolonial.

É importante perceber também o aporte simbólico do islã nesse processo de construção da ideia de "revolução" e de combatente “revolucionário” na Argélia. A comunidade muçulmana era e continua sendo maioria absoluta em território argelino e compôs o principal grupo de suporte das forças insurgentes contra o poder colonial. Dessa maneira, a guerra de libertação nacional é reconhecida como Guerra Santa (árabe: جهاد‎;  Jihad), e a referência aos combatentes (árabe: مجاهدين; mujahidin (sing. mujahîd)) mortos e a significação de sua morte a posteriori é revestida da noção islâmica de “mártires” (chouhada (sing. chahîd)). No entanto, não se trata de um culto somente religioso do conflito e de seus mortos, pois esses dois pontos são lembrados também enquanto símbolos nacionais, cujo culto celebratório/memorialístico impõe-se como necessidade patriótica. A revolução na Argélia, portanto, para além de envolver a ação de mártires que morreram por Deus pela salvação da Argélia e pela sua reconstituição enquanto terra de soberania do islã, também é vista como o princípio central da nacionalidade e da participação política argelina.

### Memória da revolução
A relação do povo argelino com o legado simbólico da guerra de independência nas décadas que a seguiram envolve complexidades próprias do campo da memória coletiva, que está sempre em disputa, sobretudo quando se trata de eventos potencialmente traumáticos, que carregam um importante aporte de sentido à experiência cotidiana e são ainda capazes de inflamar os ânimos sociais.
A memória da Revolução argelina pode ser entendida de duas maneiras na Argélia de hoje. A primeira é enquanto ferramenta fundamental de controle da narrativa histórica por parte do poder político vigente com o objetivo de unificar um povo plural, fundar uma nação e instituir um regime de poder legítimo pós-1962 (“herdeiro” político da luta anticolonial). Instituiu-se assim a imagem de um povo argelino homogêneo, unido em armas, sem divisões internas, triunfante contra o colonizador.
Já a segunda maneira de entender a memória da Revolução Argelina é enquanto modelo de luta que informa a própria identidade argelina e a sempre latente vontade popular por mudanças sociais, por melhorias estruturais. O povo argelino conviveu nas últimas décadas com uma atmosfera endêmica de protesto (vide, por exemplo: Distúrbios de outubro de 1988 na Argélia; Guerra Civil da Argélia; Protestos na Argélia em 2010-2012; Protestos na Argélia em 2019), levada a frente pelos mais diversos atores sociais, que em determinados momentos históricos se insurgiram contra o poder instituído, informados por interesses e necessidades variadas. A questão central é que parece haver um sentimento em comum: o de contradição entre a promessa de libertação da Revolução de 1962 e o presente ainda tomado pela injustiça social e por diversas formas de exploração. Nesse sentido, os protestos recorrentes e geograficamente fragmentados por toda a Argélia são inspirados não apenas pelas reivindicações básicas e universais por justiça social, mas também por dinâmicas sociopolíticas que têm suas raízes na luta anticolonial e nas promessas emancipatórias da política populista pós-independência. A revolução é representada no imaginário popular como um projeto utópico perdido no passado, mas que informa ainda as demandas mais urgentes do presente e pode ter algum lugar no futuro por meio da mobilização popular.

### Filmografia
O cinema argelino, assim como os cinemas africanos (escrito no plural, já que são 54 países no continente África, e cada país tem as suas características e história) se desenvolve logo após a independência, que nesse caso, ocorreu em 1964. Por tais razões, os primeiros filmes sobre a temática são franceses, como, por exemplo, Le Petit Soldat (1963) de Jean-Luc Godard. No entanto, um importante marco para o cinema argelino, foi a produção do diretor italiano Gillo Pontecorvo de 1966, o filme A Batalha de Argel, que conta a história do episódio homônimo.

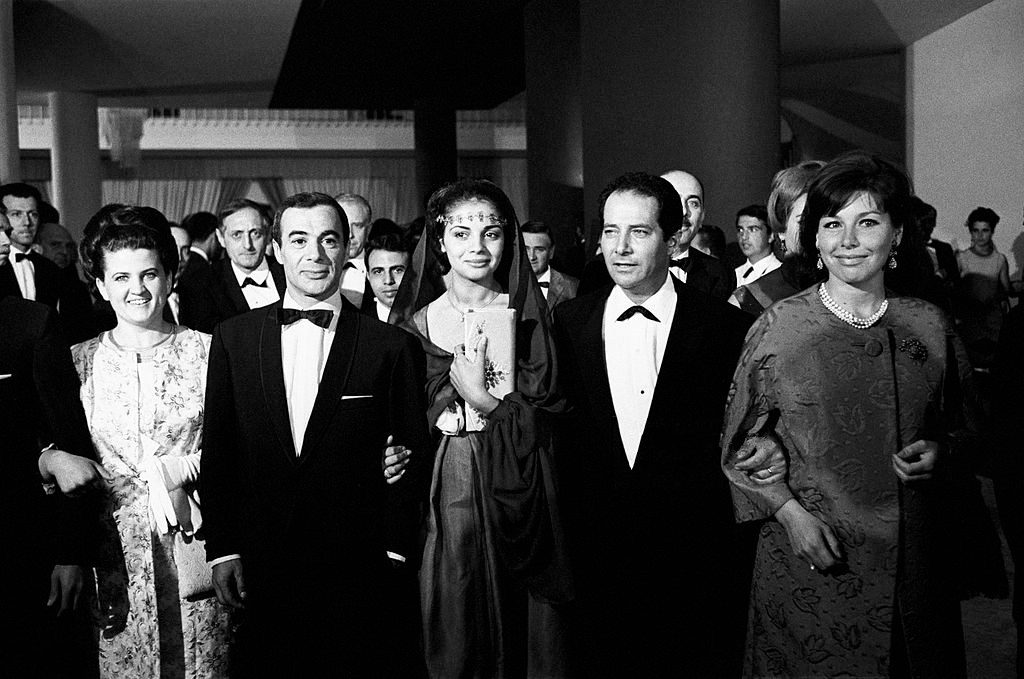
O diretor, cenógrafo e ator italiano Gillo Pontecorvo (Gilberto Pontecorvo), sua esposa Picci e o político argelino Saadi Yacef posando ao lado de alguns convidados no 27º Festival Internacional de Cinema de Veneza, em 1966. Autoria de Giorgio Lotti.

“Entre janeiro e setembro de 1957,a FLN recebeu um duro golpe: em um episódio conhecido como 'batalha de Argel', uma sucessão alucinante de choques armados e atentados sacudiu a capital argelina. Nessa ocasião, a base de apoio dos rebeldes ficava em Casbah, antigo bairro árabe da cidade. Após usar todos os recursos de combate à guerrilha urbana, os paraquedistas franceses anunciaram a liquidação da rede montada pelos rebeldes em Argel e coordenada por Yacef Saadi”. O filme contou com a participação do próprio Yacef Saadi, da FLN, como produtor associado”. A obra ítalo-argelina possui uma forma híbrida: é uma obra de ficção, com atores amadores, mas que parece documentário. Tinha como objetivos ser “um veículo de propaganda da luta dos argelinos pela descolonização”, além de “denunciar o imperialismo colonial europeu e contribuir para a causa da independência dos argelinos.”. O filme foi muito premiado, ganhou o Leão de Ouro no Festival de Veneza (1966),e foi indicado para o Oscar de Melhor Filme Estrangeiro em 1967, como representante da Itália.

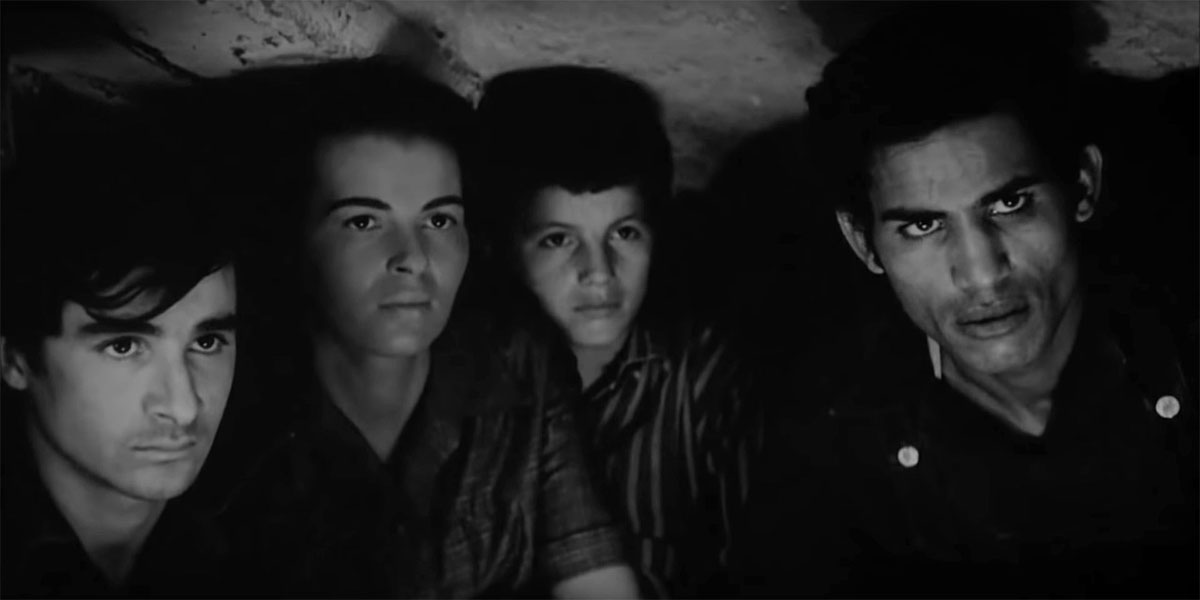
Frame do filme A Batalha de Argel (1966, Gillo Pontecorvo).

O cinema argelino contemporâneo traz um grande nome, Rachid Bouchareb, conhecido pelos filmes Dias de Glória/Indigènes (2006) e Fora da Lei/Hors La Loi (2011), ele trata de diversos temas históricos da Argélia no século XX, principalmente a colonização e a relação entre França e Argélia. Dias de Glória representa argelinos que lutaram como soldados coloniais para a França buscando a sua libertação durante a Segunda Guerra Mundial. Já, Fora da Lei representa o período da Revolução Argelina - quando a Argélia lutou e conquistou a sua independência da França. As duas obras fazem parte de uma trilogia, mostrando diversos aspectos de continuidade.
Tais obras cinematográficas são muito importantes para pensar a memória da Revolução Argelina, já que são representações deste evento histórico responsável por libertar a Argélia da colonização francesa. O modo como esses filmes são recebidos dizem muito sobre a sociedade e como essa lida com o tema - seja pela participação em festivais, ganhando prêmios, seja pela censura. Por exemplo, Le Petit Soldat foi gravado em 1960, mas saiu somente em 1963, já que foi censurado; A Batalha de Argel também sofreu com esse instrumento repressivo pois foi tirado dos cinemas da França devido às reações de desgosto do público.
Essa recepção também se mostra tensa no século XXI, com a leva de filmes contemporâneos sobre a guerra. No momento de sua estreia, na 63º edição do Festival de Cannes, em maio de 2010, Fora da Lei gerou diversas manifestações. O temor foi tanto que o edifício em que se deu a exibição do filme teve a sua segurança redobrada e as pessoas ali presentes foram revistadas. Como mostra a pesquisadora em cinemas africanos, Jusciele Oliveira, “Este filme traz à cena o passado colonial francês, reabrindo feridas que são necessárias para se avançar nas discussões sobre o período colonial.”.

### Filmes citados que representam a Revolução Argelina
- HORS La Loi. Direção: Rachid Bouchareb. França/Argélia/Bélgica/Tunísia/Itália: Tessalit Productions, Taza, StudioCanal, Le Crrav, Le Fresnoy Studio National Des Arts Contemporains. 2010, 132 min, color.
- INDIGÈNES. Direção: Rachid Bouchareb. França/Argélia/Marrocos/Bélgica: Tessalit Productions, Novak Prod, Tassili Films, Quinta Communications. 2006, 118 min, color.
- LA Battaglia di Algeri. Direção: Gillo Pontecorvo. Produção: Fred Baker, Antonio Musu, Yacef Saadi. Itália/Argélia: Igor Film, Casbah Films. 1966, 121 min, P&B.
- LE Petit Soldat. Direção: Jean-Luc Godard. Produção: Georges de Beauregard. França: Les Productions Georges de Beauregard, Société Nouvelle de Cinématographie (SNC). 1963, 88 min, P&B.

### Outros filmes que representam a Revolução Argelina

#### Ficções
- Une nation (1954), René Vautier
- L'Algérie en flammes (1958), René Vautier
- Sakiet Sidi Youcef (1958), Pierre Clément
- Le Petit Soldat (1960/1963), Jean-Luc Godard
- Octobre à Paris (1961), Jacques Panijel
- J'ai huit ans (1961), Yann Le Masson
- Les fusils de la liberté (1961), Djamel Chanderli
- Le Combat dans l'île/Paixões e Duelo (1961), Alain Cavalier
- Les Oliviers de la justice (1961), James Blue
- Muriel (1962), Alain Resnais
- Héros sans retour (1964), Frank Wisbar
- L'Insoumis (1964), Alain Cavalier
- Lost Command/A Patrulha da Esperança (1966), Mark Robson
- La battaglia di Algeri/A Batalha de Argel (1966), Gillo Pontecorvo
- Le Vent des Aurès (1966), Mohammed Lakhdar-Hamina
- Hassan Terro (1968), Mohammed Lakhdar-Hamina
- L'Opium et le Bâton (1969), Ahmed Rachedi
- Elise ou la vraie vie (1970), Michel Drach
- Avoir 20 ans dans les Aurès (1972), René Vautier
- Patrouille à l'Est (1972), Amar Laskri
- R.A.S (1973), Yves Boisset
- Décembre (1973), Mohammed Lakhdar-Hamina
- La Folle de Toujane (1974), René Vautier e Nicole Le Garrec
- Chronique des années de braise/Crônica dos Anos de Fogo (1975), Mohammed Lakhdar-Hamina
- La Question (1976), Laurent Heynemann
- Le Coup de sirocco (1979), Alexandre Arcady
- L'Honneur d'un capitaine (1982), Pierre Schoendoerffer
- Les Folles Années du twist (1986), Mahmoud Zemmouri
- Cher frangin (1989), Gérard Mordillat
- Les Roseaux sauvages/As Rosas Selvagens (1994), André Téchiné
- Des feux mal éteints (1994), Serge Moati
- Mon Capitaine (1996), Massimo Spano
- Deserter (2002), Martin Huberty
- La Trahison (2005), Philippe Faucon
- Nuit noire 17 octobre 1961/A Batalha de Paris (2005), Alain Tasma
- Caché (2005), Michael Haneke
- Harkis (2006), Alain Tasma
- Mon colonel (2007), Laurent Herbier
- L'Ennemi Intime (2007), Florent Emilio Siri
- Cartouches Gauloises (2007) Mehdi Charef
- Arezki l'insoumis (2008), Djamel Bendeddouch
- Un balcon sur la mer (2010), Nicole Garcia
- Fora da Lei/Hors La Loi (2010), Rachid Bouchareb
- Ce que le jour doit à la nuit (2012), Alexandre Arcady
- Far from Men (2014), David Oelhoffen

#### Documentários
- La Guerre d'Algérie (1972), Yves Courrière e Philippe Monnier
- La Guerre d'Algérie (1984), Peter Batty
- La Guerre sans nom (1991), Bertrand Tavernier
- L'Ennemi intime (2002), Patrick Rotman
- Bataille d'Alger (2007), Yves Boisset
- Le Destin d'un capitaine (2008), Alain de Sédouy
- La Blessure : La Tragédie des harkis (2010), Isabelle Clarke et Daniel Costelle
- Ici on noie les Algériens : 17 octobre 1961 (2011), Yasmina Adi
- Guerre d'Algérie, la déchirure (2012), de Gabriel Le Bomin et Benjamin Stora
- En guerre(s) pour l’Algérie (2022), Rafael Lewandowski et Raphaëlle Branche
- C'était la guerre d'Algérie (2022), Georges-Marc Benamou, Mickaël Gamrasni, Stéphane Benhamou (e Benjamin Stora)